# Excoecaria canjoerensis
Excoecaria canjoerensis là một loài thực vật có hoa trong họ Đại kích. Loài này được Dennst. mô tả khoa học đầu tiên năm 1818.